# Ella Fitzgerald Sings the Irving Berlin Songbook
Ella Fitzgerald Sings the Irving Berlin Songbook (с англ. — «Элла Фицджеральд исполняет песни Ирвинга Берлина») — пятнадцатый студийный альбом американской джазовой певицы Эллы Фицджеральд, выпущенный в 1958 году на лейбле Verve Records под студийным номером Verve MGV 4019-2.
Альбом входит в цикл «песенников» Фицджеральд — музыкальных сборников, посвящённых творчеству конкретного композитора или поэта, в данном случае Ирвинга Берлина. Во время записи пластинки Элле Фицджеральд аккомпанировал оркестр Пола Уэстона. В 2000 году Verve перевыпустила запись в двухдисковом формате под студийным номером Verve 830533-2, в новую версию вошёл дополнительный трек «Blue Skies».
В 1959 году альбом принёс Фицджеральд награду «Грэмми» в номинации «Лучшее женское вокальное исполнение».

## Список композиций
Слова и музыка всех песен — Ирвинга Берлина.
| №                   | Название                         | Длительность |
| ------------------- | -------------------------------- | ------------ |
| 1.                  | «Let’s Face the Music and Dance» | 2:57         |
| 2.                  | «You’re Laughing at Me»          | 3:18         |
| 3.                  | «Let Yourself Go»                | 2:20         |
| 4.                  | «You Can Have Him»               | 3:47         |
| 5.                  | «Russian Lullaby»                | 1:55         |
| 6.                  | «Puttin’ on the Ritz»            | 2:18         |
| 7.                  | «Get Thee Behind Me Satan»       | 3:49         |
| 8.                  | «Alexander’s Ragtime Band»       | 2:43         |
| Общая длительность: | Общая длительность:              | 22:07        |

| №                   | Название                       | Длительность |
| ------------------- | ------------------------------ | ------------ |
| 9.                  | «Top Hat, White Tie and Tails» | 2:36         |
| 10.                 | «How About Me?»                | 3:17         |
| 11.                 | «Cheek to Cheek»               | 3:48         |
| 12.                 | «I Used to Be Color Blind»     | 2:34         |
| 13.                 | «Lazy»                         | 2:40         |
| 14.                 | «How Deep Is the Ocean?»       | 3:11         |
| 15.                 | «All by Myself»                | 2:29         |
| 16.                 | «Remember»                     | 3:26         |
| Общая длительность: | Общая длительность:            | 24:01        |

| №                   | Название                           | Длительность |
| ------------------- | ---------------------------------- | ------------ |
| 17.                 | «Supper Time»                      | 3:19         |
| 18.                 | «How’s Chances?»                   | 2:48         |
| 19.                 | «Heat Wave»                        | 2:25         |
| 20.                 | «Isn’t This a Lovely Day?»         | 3:29         |
| 21.                 | «You Keep Coming Back Like a Song» | 3:35         |
| 22.                 | «Reaching for the Moon»            | 2:18         |
| 23.                 | «Slumming on Park Avenue»          | 2:24         |
| Общая длительность: | Общая длительность:                | 20:18        |

| №                   | Название                                        | Длительность |
| ------------------- | ----------------------------------------------- | ------------ |
| 24.                 | «The Song is Ended (but the Melody Lingers On)» | 2:30         |
| 25.                 | «I’m Putting All My Eggs in One Basket»         | 3:01         |
| 26.                 | «Now it Can Be Told»                            | 3:12         |
| 27.                 | «Always»                                        | 3:09         |
| 28.                 | «It’s a Lovely Day Today»                       | 2:28         |
| 29.                 | «Change Partners»                               | 3:18         |
| 30.                 | «No Strings (I’m Fancy Free)»                   | 3:03         |
| 31.                 | «I’ve Got My Love to Keep Me Warm»              | 3:00         |
| Общая длительность: | Общая длительность:                             | 23:41        |

| №                   | Название            | Длительность |
| ------------------- | ------------------- | ------------ |
| 32.                 | «Blue Skies»        | 3:43         |
| Общая длительность: | Общая длительность: | 3:43         |

## Участники записи
- Элла Фицджеральд — вокал.
- Пол Уэстон — дирижирование, аранжировка.